# Demental
Demental es una película de terror colombiana de 2014 dirigida por David Bohórquez y protagonizada por Juanita Arias, Brigitte Hernández, Julio Correal y Paulo Tenorio. Fue exhibida en el Festival Internacional de Cine de Cartagena en el año 2014.

## Sinopsis
Laura Zuluaga es una escritora de misterio y terror que se encuentra realizando una investigación para escribir una novela. Se trata del asesinato de catorce estudiantes. Poco a poco empieza a inmiscuirse en este terrible hecho, en las razones del asesino y en su retorcida mente, lo que la lleva a poner en peligro su propia vida y la de su familia.

## Reparto
- Brigitte Hernández es Laura.
- Julio Correal es el detective.
- Juanita Arias es Diana Tarquino.
- Paulo Tenorio es Mauricio Silva.